# Hymn Belize
Land of the Free („Kraj wolnych ludzi”) – hymn państwowy Belize. Został przyjęty w roku 1981. Słowa napisał Samuel Alfred Haynes, a muzykę skomponował Selwyn Walford Young.

## Oficjalne słowa angielskie
O, land of the free by the Carib Sea,
our manhood we pledge to thy liberty!
No tyrants here linger, despots must flee
This tranquil haven of democracy
The blood of our sires which hallows the sod,
Brought freedom from slavery oppression's rod,
By the might of truth and the grace of God.
No longer shall we be hewers of wood.
Arise! ye sons of the Baymen's clan,
put on your armour, clear the land!
Drive back the tyrants, let despots flee-
Land of the Free by the Carib Sea!
Nature has blessed thee with wealth untold,
O'er mountains and valleys where prairies roll;
Our fathers, the Baymen, valiant and bold
Drove back the invader; this heritage hold
From proud Rio Hondo to old Sarstoon'
Through coral isle, over blue lagoon;
Keep watch with the angels, the stars and moon;
For freedom comes tomorrow's noon.
Arise! ye sons of the Baymen's clan,
put on your armour, clear the land!
Drive back the tyrants, let despots flee-
Land of the Free by the Carib Sea!

## Polski przekład
O, kraju wolności nad Morzem Karaibskim,
swe męstwo ofiarujemy dla Twej wolności!
Tyran tu nie zabawi, despota uciec musi,
Z tej spokojnej przystani demokracji!
Krew naszych Ojców, co uświęciła tę ziemię,
Przyniosła wolność od niewolniczego jarzma,
Dzięki potędze Prawdy i łasce Bożej,
Nie będziemy więcej parobkami!
Powstańcie, synowie klanu z Zatoki,
załóżcie zbroje i oczyśćcie ziemię!
Wygońcie tyranów, zmuście despotów do ucieczki-
Kraj Wolności nad Morzem Karaibskim!
Natura darzyła Cię niezmierzonym bogactwem,
Od gór i dolin, aż po same prerie;
Nasi ojcowie, ludzie Zatoki, dzielni i śmiali,
Odparli najeźdźcę; ich dziedzictwo dzierżymy
Od dumnego Rio Hondo po stare Sarstoon',
Przez koralową wyspę, nad błękitną laguną;
Stróżuj z aniołami, gwiazdami i księżycem;
Jutrzejsze południe nadchodzi dla wolności!
Powstańcie, synowie klanu z Zatoki,
załóżcie zbroje i oczyśćcie ziemię!
Wygońcie tyranów, zmuście despotów do ucieczki-
Kraj Wolności nad Morzem Karaibskim!